# Време за приключения (пилотен епизод)
„Време за приключения“ (на английски: Adventure Time) е американски анимационен филм, на който е базиран анимационният сериал „Време за приключения“. Нелегално анимационният филм излиза онлайн на 22 януари 2007 г. Според продуцента и основател на Frederator Studios, Фред Зайберт, до април 2008 г. пилотният епизод „между всичките си разпределителни пунктове има почти 3 милиона гледания“. Поради известността си на 7 декември 2008 г. е излъчен като част от сериала на Nickelodeon — „Random! Cartoons“, като впоследствие трябва да доведе до създаването на анимационен сериал. През 2009 г. Nickelodeon отказва да продуцира сериала, като тогава Cartoon Network го взима.

## Сюжет
Внимание:  Текстът по-долу разкрива сюжета на произведението (или части от него)!
В началото на късометражния филм Пен (прототипът на Фин) се събужда от сън и вижда Джейк да медитира, като така се свързва с Интернет. След като му разваля връзката покрай тях минава разтревожена Дъга Белорога, която е магическият кон на принцеса Сладкодъвка. Тя лети към замъка на цар Студ. Пен и Джейк я последват, като по пътя си, в Леденото царство, побеждават два снежни гиганта и пингвините-служители, с помощта на ледени топки, и упътва друг огнен гигант. След като стигат до замъка Пен отива да се бори с цар Студ, а Джейк се заговаря с Дъга Белорога. Цар Студ замразява Пен, като праща мозъка му назад във времето на планетата Марс, където се среща с Ейбрахам Линкълн. Той му казва как да се върне в неговото време и така Пен се отмразява. Тогава цар Студ взема принцесата и отлита заедно с нея. След кратко преследване Пен, яхнал Джейк, скача и успява да хване Сладкодъвка, като двамата се приземяват върху Дъга Белорога. След това Джейк маха короната на цар Студ от главата му и той пада. В знак на благодарност принцеса Сладкодъвка целува Пен по челото, а той се изчервява и спешно си намира друго приключение, което служи като извинение да се измъкне бързо.

## Герои
- Пен (озвучен от Зак Шейда)
- Джейк (озвучен от Джон Ди Маджо)
- Принцеса Сладкодъвка (озвучена от Пейдж Мос)
- Дъга Белорога (озвучена от Дий Брадли Бейкър)
- Крал Студ (озвучен от Джон Касър)

## История
„Време за приключения“ се излъчва първо в Интернет през януари 2007 г., а телевизионната му премиера е на 7 декември 2008 г., като част от сериала на Nickelodeon – „Random! Cartoons“. След изтичането му в световната мрежа, късометражният филм става вирусен (филм, който става популярен, след изтичането му в Интернет). След като има огромен успех Frederator Studios предлага на Nickelodeon да продуцира сериал със същото име за канала, но те отказват два пъти. Тогава продуцентското студио се обръща към Cartoon Network. Каналът заявява, че ще бъде готов да продуцира сериала, ако Уорд може да се съгласи, че поредицата може да се разшири в още по-голям сериал, като същевременно се запазят елементите от оригиналния филм. Уорд бързо променя концепцията на пилотния епизод, като иска да разреши бъдещо сюжетно разширяване. Накрая Cartoon Network одобрява първия сезон през септември 2008 г., като „Наръчникът“ (на английски: The Enchiridion) става първият епизод, който е влязъл в продукция.

## Любопитно
Във филма главният герой, Пен, носещ името на създателя на сериала, е озвучен от Зак Шейда. По-късно, когато започва продуцирането на сериала, след като главният герой е преименуван на Фин, е и избран нов озвучаващ актьор за него – Джеръми Шейда. Интересен факт е, че и двамата озвучители на Пен/Фин са братя, а Зак е по-големият. Спекулира се, че е баткото е сменен от брат си, заради гласа. Джеръми Шейда има и музикална кариера, а също е изпълнител на песен на Джъстин Бийбър.